# جايلز سكوت
جايلز سكوت (بالإنجليزية: Giles Scott)‏ هو متسابق يخت بريطاني، ولد في 23 يونيو 1987 في هانتينغدون ‏ في المملكة المتحدة.

## وصلات خارجية
- جايلز سكوت على موقع الاتحاد الدولي للملاحة الشراعية (موقع جديد) (الإنجليزية)
- جايلز سكوت على موقع الاتحاد الدولي للملاحة الشراعية (موقع قديم) (الإنجليزية)
- جايلز سكوت على موقع اللجنة الأولمبية الدولية (الإنجليزية)
- جايلز سكوت على موقع أوليمبيديا (الإنجليزية)
- جايلز سكوت على موقع اللجنة الأولمبية البريطانية (الإنجليزية)